# فارسی ساروی
گویش فارسی ساروی یا گویش ساروی مدرن نوعی گویش مختص مردم ساری است که شباهت های بسیاری به گویش قصرانی،تهرانی،کرجی،دماوندی، ساروی مازندرانی و گاها گفتار بدون لهجه دارداین گویش بر اساس زبان فارسی است و توسط فارسی زبانان شهرستان ساری که عمدتا در کلانشهر ساری و جنوب شهرستان ساری هستند تکلم میشود

## تاریخچه
این گویش، گویش نسبتا جدیدی است و تا قبل از دوره صفوی تقریبا تمام مردم این ناحیه به گویش قدیمی ساروی و زبان مازندرانی صحبت میکردند، با مرور زمان و قرار گیری ساری در استان تهران زبان مازندرانی در این ناحیه کمرنگ تر شد و بجای آن زبان فارسی و در ادامه و ترکیب آن با گویش ساروی مازندرانی، گویش ساروی مدرن بوجود آمد.

## جمعیت
جمعیت گویشوران این زبان به طور دقیق قابل سرشماری نیست ولی با توجه به جمعیت شهر ساری که مرکز اصلی این گویشوران است میتوان گفت که حدودا ۹۰۰,۰۰۰ تن به این گویش صحبت میکنند